# Miss Internacional 2010
Miss Internacional 2010 fue la 50.ª edición del Miss Internacional y se llevó a cabo en Chengdu (China) el 7 de noviembre en el gimnasio de la Provincia de Sichuan. Al final del evento Anagabriela Espinoza de México coronó a su sucesora Elizabeth Mosquera de Venezuela como Miss Internacional 2010.

## Resultados
| Posiciones              | Concursante |
| ----------------------- | --- |
| Miss Internacional 2010 | - Venezuela - Elizabeth Mosquera |
| Primera Finalista       | - Tailandia - Piyaporn Deejing |
| Segunda Finalista       | - China - Yuan Siyi |
| Semifinalistas (Top 15) | - Alemania - Johanna Acs - Corea - Ko Hyeon-yeong - Costa Rica - Mariela Aparicio - España - Desirée Panal - Filipinas - Krista Eileen Kleiner - Francia - Florima Treiber - India - Neha Hinge - Japón - Etsuko Kanagae - Perú - Laura Spoya - Puerto Rico - Aideliz Hidalgo - Serbia - Anja Šaranović - Turquía - Dilay Korkmaz |

## Relevancia histórica del Miss Internacional 2010
- Venezuela gana Miss Internacional por sexta ocasión.
- Tailandia obtiene el puesto de Primera Finalista por segunda vez. La última vez fue en 1971.
- China obtiene el puesto de Segunda Finalista por primera vez.
- Corea, España, Filipinas, Japón y Venezuela repiten clasificación a semifinales.
- Japón clasifica por décimo octavo año consecutivo, es el país con la racha de clasificaciones continuas más larga en la historia de Miss Internacional.
- Venezuela clasifica por sexto año consecutivo.
- España clasifica por quinto año consecutivo.
- Filipinas clasifica por tercer año consecutivo.
- Corea clasifica por segundo año consecutivo.
- China,  Puerto Rico y Turquía clasificaron por última vez en 2008.
- India y Tailandia clasificaron por última vez en 2006.
- Francia y Perú clasificaron por última vez en 2005.
- Alemania clasificó por última vez en 2004.
- Costa Rica clasificó por última vez en 2003.
- Serbia clasifica por primera vez a semifinales y obtiene su posición más alta hasta la fecha.
- De Asia entraron seis representantes a la ronda de cuartos de final, transformándose este en el continente con más semifinalistas; no obstante, solo China y Tailandia llegaron a la final.
- Ninguna nación de África u Oceanía pasó a la ronda semifinal.

## Concursantes
| País                 | Candidata                          | Edad | Estatura        | Ciudad Natal           |
| -------------------- | ---------------------------------- | ---- | --------------- | ---------------------- |
| Alemania             | Johanna Acs                        | 18   | 1,74 m (5′ 9″)  | Eschweiler             |
| Aruba                | Ivana Werleman                     | 22   | 1,69 m (5′ 7″)  | Oranjestad             |
| Australia            | Charlotte Rose Mastin              | 19   | 1,76 m (5′ 9″)  | Scone                  |
| Bahamas              | Carlrita Robinson                  | 19   | 1,68 m (5′ 6″)  | Nasáu                  |
| Bielorrusia          | Darya Saladukha                    | 21   | 1,77 m (5′ 10″) | Minsk                  |
| Bélgica              | Claudia Scheelen                   | 24   | 1,73 m (5′ 8″)  | Tremelo                |
| Bolivia              | Ximena Vargas Parada               | 24   | 1,75 m (5′ 9″)  | Santa Cruz             |
| Brasil               | Lílian Lopes Pereira               | 19   | 1,73 m (5′ 8″)  | Manaus                 |
| Canadá               | Katie Starke                       | 20   | 1,80 m (5′ 11″) | Uxbridge               |
| Chile                | Tanya Del Solar Prussing           | 24   | 1,70 m (5′ 7″)  | Santiago               |
| China                | Yuan Siyi                          | 20   | 1,76 m (5′ 9″)  | Huangshi               |
| China Taipéi         | Chen Yi-Wei                        | 22   | 1,70 m (5′ 7″)  | Taipéi                 |
| Colombia             | Leydi Viviana Gómez Cortés         | 22   | 1,73 m (5′ 8″)  | Yotoco                 |
| Corea                | Ko Hyeon-yeong                     | 21   | 1,75 m (5′ 9″)  | Busán                  |
| Costa Rica           | Mariela Aparicio Alfaro            | 23   | 1,75 m (5′ 9″)  | San Isidro del General |
| Dinamarca            | Nadia Ulbjerg Pedersen             | 20   | 1,74 m (5′ 9″)  | Copenhague             |
| Ecuador              | Andrea Ivonne Suárez Melgar        | 24   | 1,80 m (5′ 11″) | Loja                   |
| Eslovaquia           | Tatiana Kohutova                   | 18   | 1,77 m (5′ 10″) | Zvolen                 |
| España               | Desireé Panal Ramírez              | 21   | 1,76 m (5′ 9″)  | Jerez de la Frontera   |
| Estados Unidos       | Casandra Tressler                  | 25   | 1,80 m (5′ 11″) | Damascus               |
| Filipinas            | Krista Eileen Kleiner              | 21   | 1,73 m (5′ 8″)  | Ciudad Quezón          |
| Finlandia            | Susanna Turja                      | 21   | 1,73 m (5′ 8″)  | Helsinki               |
| Francia              | Florima Treiber                    | 23   | 1,80 m (5′ 11″) | Colmar                 |
| Georgia              | Tamar Pilishvili                   | 20   | 1,82 m (6′ 0″)  | Tiflis                 |
| Grecia               | Maria Tsagaraki                    | 21   | 1,76 m (5′ 9″)  | Heraclión              |
| Guadalupe            | Amandine Coowar Saint-val          | 20   | 1,75 m (5′ 9″)  | Saint-Claude           |
| Guam                 | Lalaine Mercado                    | 21   | 1,68 m (5′ 6″)  | Dededo                 |
| Guatemala            | Claudia Adriana García Álvarez     | 21   | 1,71 m (5′ 7″)  | Chimaltenango          |
| Hawái                | Leilani Marie Soon                 | 25   | 1,68 m (5′ 6″)  | Honolulu               |
| Hong Kong            | Crystal Li                         | 24   | 1,60 m (5′ 3″)  | Hong Kong              |
| India                | Neha Hinge                         | 24   | 1,78 m (5′ 10″) | Dewas                  |
| Indonesia            | Zukhriatul Hafizah Muhammad        | 23   | 1,71 m (5′ 7″)  | Padang                 |
| Italia               | Veronica Tiziana Iafelice          | 20   | 1,73 m (5′ 8″)  | Bolonia                |
| Jamaica              | Lesa-gayle Wee Tom                 | 21   | 1,68 m (5′ 6″)  | Kingston               |
| Japón                | Etsuko Kanagae                     | 24   | 1,70 m (5′ 7″)  | Osaka                  |
| Kenia                | Fiona Konchellah                   | 21   | 1,80 m (5′ 11″) | Nairobi                |
| Letonia              | Annija Alvatere                    | 20   | 1,74 m (5′ 9″)  | Riga                   |
| Líbano               | Daniella Yousef Rahme              | 20   | 1,70 m (5′ 7″)  | Sídney                 |
| Lituania             | Enrika Trepkute                    | 23   | 1,77 m (5′ 10″) | Siauliai               |
| Macao                | Mandy Ye                           | 22   | 1,73 m (5′ 8″)  | Macao                  |
| Malasia              | Chuah Shee Peng                    | 24   | 1,75 m (5′ 9″)  | Kuala Lumpur           |
| Martinica            | Yasmina Marie Varsovie             | 19   | 1,80 m (5′ 11″) | Fort de France         |
| Mauricio             | Deanna Valerie Anaïs Veerapatren   | 24   | 1,78 m (5′ 10″) | Goodlands              |
| México               | Gabriela Palacio Díaz de León      | 21   | 1,80 m (5′ 11″) | Aguascalientes         |
| Mongolia             | Badamtsetseg Batmunkh              | 18   | 1,75 m (5′ 9″)  | Ulán Bator             |
| Nepal                | Sanykuta Timalsena                 | 19   | 1,67 m (5′ 6″)  | Katmandú               |
| Nueva Zelanda        | Ina Ivanova                        | 24   | 1,70 m (5′ 7″)  | Auckland               |
| Nicaragua            | Indira Rojas Calderón              | 24   | 1,74 m (5′ 9″)  | Rivas                  |
| Noruega              | Marion Dyrvik                      | 21   | 1,75 m (5′ 9″)  | Eidsdal                |
| Países Bajos         | Jorien van der Harst               | 26   | 1,83 m (6′ 0″)  | Ámsterdam              |
| Panamá               | Michelle Ostler Cosme              | 23   | 1,72 m (5′ 8″)  | Panamá                 |
| Paraguay             | María José Paredes González        | 20   | 1,73 m (5′ 8″)  | Ciudad del Este        |
| Perú                 | Laura Vivian Spoya Solano          | 19   | 1,75 m (5′ 9″)  | Lima                   |
| Polonia              | Zaneta Sitko                       | 23   | 1,82 m (6′ 0″)  | Koszalin               |
| Puerto Rico          | Aideliz Hidalgo Betances           | 24   | 1,80 m (5′ 11″) | Santurce               |
| Reino Unido          | Katharine Brown                    | 23   | 1,81 m (5′ 11″) | Dunblane               |
| República Checa      | Lucie Smatanová                    | 24   | 1,74 m (5′ 9″)  | Praga                  |
| República Dominicana | Sofinel Mariel Báez Santos         | 20   | 1,82 m (6′ 0″)  | Santo Domingo          |
| Rusia                | Anna Danilova                      | 21   | 1,73 m (5′ 8″)  | Moscú                  |
| Serbia               | Anja Šaranović                     | 21   | 1,77 m (5′ 10″) | Vrnjačka Banja         |
| Singapur             | Tan Yong Ying                      | 22   | 1,70 m (5′ 7″)  | Ciudad de Singapur     |
| Sudáfrica            | Matapa Maila                       | 25   | 1,75 m (5′ 9″)  | Polokwane              |
| Sri Lanka            | Ornella Mariam Jayasari Gunesekere | 18   | 1,71 m (5′ 7″)  | Colombo                |
| Suecia               | Cecilia Linnea Ragnarsson          | 24   | 1,72 m (5′ 8″)  | Upsala                 |
| Tahití               | Tehani Maono                       | 23   | 1,78 m (5′ 10″) | Moorea                 |
| Tailandia            | Piyaporn Deejing                   | 22   | 1,75 m (5′ 9″)  | Nakhon Ratchasima      |
| Turquía              | Dilay Korkmaz                      | 20   | 1,82 m (6′ 0″)  | Ankara                 |
| Ucrania              | Inna Bezobchuk                     | 24   | 1,76 m (5′ 9″)  | Kiev                   |
| Venezuela            | Ana Elizabeth Mosquera Gómez       | 19   | 1,78 m (5′ 10″) | Maracaibo              |
| Vietnam              | Chung Thục Quyên                   | 23   | 1,72 m (5′ 8″)  | Ciudad Ho Chi Minh     |

### Debutantes
- Lituania
- Mauricio

### Países y Territorios que regresan
- Jamaica Compitió por última vez en 1989
- Dinamarca Compitió por última vez en 1995
- Guam y  Tahití Compitieron por última vez en 2000
- Nepal Compitió por última vez en 2005
- Kenia Compitió por última vez en 2006
- Chile  Costa Rica y   Egipto Compitieron por última vez en 2007
- Guatemala Hawái  Italia  Nueva Zelanda  Serbia  Sri Lanka y   Suecia  Compitieron por última vez en 2008

### Retiros
- Argentina
- Cuba
- El Salvador
- Etiopía
- Gabón
- Honduras
- Islas Marianas del Norte
- Kirguistán
- Moldavia
- Rumania
- Sudán
- Tanzania
- Uganda